# Kritaturus jacundus
Kritaturus jacundus är en kvalsterart som beskrevs av Cook 1983. Kritaturus jacundus ingår i släktet Kritaturus och familjen Aturidae. Inga underarter finns listade i Catalogue of Life.